# سیارک ۳۸۹۴
سیارک ۳۸۹۴ (به انگلیسی: 3894 Williamcooke، نامگذاری:1980PQ2) سه هزار و هشتصد و نود و چهارمین سیارک کشف شده‌است که در ۱۴ اوت ۱۹۸۰ کشف شد.
قدر مطلق سیارک برابر ۱۲٫۲۰ است.